# 浙江大学中国农村发展研究院
浙江大学中国农村发展研究院（英文简称：CARD），又称浙江大学农业现代化与农村发展研究中心，是直属于浙江大学的一个跨学科、实体运作、开放性的研究机构。它是教育部首批确定与建设指导的国家人文社科重点研究基地，也是国家“985”二期工程人文社会科学A类创新基地。
研究院是在浙大农业经济学科的基础上建立发展起来的，历史可追溯至1927年国立第三中山大学建立的农业社会学系。1998年，四校合并组成新的浙江大学，设立浙江大学管理学院农业经济与管理系。1999年，正式组建浙江大学农业现代化与农村发展研究中心（浙大CARD）。中心实行学校和董事会领导下的院长（主任）负责制，著名专家学者组成研究中心的学术委员会。著名农业经济学家、浙江大学博士生导师黄祖辉担任院长。

## 宗旨目标
宗旨为「加快实现中国农业与农村现代化」，目标为「重点研究解决我国农业与农村现代化发展进程中所面临的重大理论和实际问题，为政府制定农业和农村发展战略、相关政策提供决策参考，为企业科学决策与管理提供咨询服务，培养高质量的农业与农村经济管理人才。」